# И твою маму тоже
«И твою маму тоже» (исп. Y tu mamá también) — мексиканский фильм (роуд-муви/бадди-муви) режиссёра Альфонсо Куарона о последних школьных каникулах двух неразлучных друзей, колесящих по Мексике в компании 28-летней женщины. Это один из самых коммерчески успешных мексиканских фильмов; сборы в национальном прокате за первый уик-энд составили рекордные 2,2 млн долларов. В общей сложности картина «И твою маму тоже» завоевала более 30 кинонаград и премий, включая приз за лучший сценарий и приз Марчелло Мастроянни Венецианского кинофестиваля 2001 года (присуждён исполнителям двух главных мужских ролей).

## Сюжет
Два закадычных друга Хулио и Тенок, проводив своих подружек, улетающих на каникулы в Италию, начинают строить планы относительно собственных каникул. Хулио родом из небогатой семьи, а отец Тенока — высокопоставленный политик, но это не мешает им быть лучшими друзьями.
На свадебной церемонии они знакомятся с Луисой, женой кузена Тенока, и рассказывают ей о пляже «Врата рая», на который они планируют съездить. Луиса не принимает их приглашения поехать вместе с ними.
Вскоре после этого Алехандро, муж Луисы, звонит ей из командировки и, рыдая, сообщает, что изменил ей. Луиза решает уйти от него и вскоре звонит Теноку и просит разрешения составить друзьям компанию.
О пляже «Врата рая» Хулио и Тенок узнали от своего друга Сабы, любителя покурить «травку». Но Сабе не удаётся сориентироваться по карте и показать друзьям точную дорогу, поэтому Хулио и Теноку приходится ехать наудачу.
Во время дорожного путешествия Хулио и Тенок сближаются с Луисой, рассказывают ей о своём клубе «Чараластра», вспоминают своих подружек и исследуют новые грани своих взаимоотношений, в том числе и интимных. Сексуально неопытных подростков приятно удивляет готовность этой зрелой и опытной женщины вступить с ними в половые отношения, как поочерёдно, так и втроём. Романтическая страсть, вспыхнувшая в каждом из них по отношению к ней, начинает негативно сказываться на дружеских отношениях между приятелями, но Луиса умело и заботливо направляет их на путь эмоционального и духовного возмужания.
Некоторое время спустя друзья расстаются. Однако через год с небольшим после путешествия Хулио и Тенок снова встречаются, и Тенок сообщает Хулио, что Луиса вскоре после поездки скончалась от рака. Парни начинают догадываться, что Луиса знала о своей болезни во время путешествия, и что для неё эта поездка была последней возможностью насладиться жизнью.
На протяжении всего фильма закадровый голос рассказывает зрителям о неизвестных подробностях из жизни главных героев, об их дальнейших судьбах. Попутно сообщается о сложившейся в Мексике политической обстановке и вехах в истории страны.

## В ролях
| Актёр                | Роль                        |
| -------------------- | --------------------------- |
| Марибель Верду       | Луиса Кортес                |
| Гаэль Гарсиа Берналь | Хулио Сапата                |
| Диего Луна           | Тенок Итурбиде              |
| Диана Брачо          | Сильвия Альенде де Итурбиде |
| Эмилио Эчеваррия     | Мигель Итурбиде             |
| Марта Аура           | Энрикета (Кета) Альенде     |
| Мария Аура           | Сесилия Уэрта               |
| Натан Гринберг       | Мануэль Уэрта               |
| Андрес Альмейда      | Диего (Саба) Мадеро         |
| Даниэль Хименес Качо | рассказчик                  |

Фамилии главных героев фильма совпадают с фамилиями известных исторических деятелей Мексики:
- Эрнан Кортес (1485—1547) — испанский конкистадор, покоритель Мексики,
- Эмилиано Сапата (1879—1919) — один из лидеров Мексиканской революции 1910—1917,
- Агустин Итурбиде (1783—1824) — император Мексики (1822—1823).

Куарон изначально не хотел снимать Диего Луну в роли Тенока, так как тот был кумиром подростков и звездой сериалов. Однако Гарсиа Берналь убедил режиссёра взять своего близкого друга Луну на эту роль, так как в этом случае актёрам не пришлось бы изображать дружбу, и их игра была бы более естественной.

## Второе дно
Фильм, начинающийся как проходная подростковая секс-комедия, получил широкое признание в мире артхауса. В этом двойном дне — изюминка его нарративной конструкции. Зритель смотрит фильм в ожидании пикантных ситуаций, но попутно перед ним открывается неприукрашенная картина жизни мексиканской глубинки. В духе Антониони камера фиксирует то, на что не обращают внимания трое поглощённых друг другом героев, — солдат с автоматами, нищих крестьян и т. д. Лента снята подвижной камерой в неореалистической манере. Режиссёр говорит, что пытался создать у зрителя ощущение импровизации; ему хотелось на время забыть обо всех правилах, которым учат будущих режиссёров в киношколах. Всезнающий голос за кадром навеял Дж. Розенбауму мысли о «Джиме и Жюле», расслабленный сюжет перекликается с американскими роуд-муви 1960-х.
Неоднозначно, если не сказать провокативно, и содержание фильма, даже на фабульном уровне. Кульминация действия — страстный поцелуй подвыпивших ребят во время совместного сближения с Луизой, который был снят с 16-го дубля. Что было той ночью, в фильме не показано. Однако после того, как Хулио и Тенок просыпаются вместе в одной постели, Тенока тошнит, и их дружба даёт трещину. Под давлением обуревающих их чувств они расходятся в разные стороны. Создатели фильма обращают внимание на то, что он исподволь вскрывает гомосоциальные и гомоэротические начала таких институтов, как товарищество и соперничество:
- Альфонсо Куарон: «Фильм вышучивает мачизм, хотя весь мир построен на этом. Мужчины всё время метят свою территорию и спорят о том, у кого член больше. В этом трагедия мужской идеологии. Это соревнование ради соревнования. Зачастую оно бесцельно. Герои фильма спорят за обладание девушкой, но я сомневаюсь, что им нужна именно она. Их цель в победе, и за этим кроется немало вытесненных переживаний… Недаром в подростковом возрасте половина шуток строится на том, чтобы выставить другого „голубым“… И когда я вижу, как один парень бьёт другого, мне хочется им сказать: „Почему бы вам не начать целоваться, тогда ваши проблемы решатся сами собой“»[6].
- Гаэль Гарсия Берналь: «Эти парни очень любят друг друга. Между ними всегда идёт соревнование, особенно в том, что касается отношений с девушками. Мне кажется, они любят друг друга в самом широком и щедром понимании этого слова. Но им не под силу разобраться в своих чувствах»[6].
- Диего Луна: «В таком возрасте очень сложно разобраться, кто ты такой. Иногда это тяжко именно потому, что на самом деле ты не хочешь знать правду. И по ходу дела теряешь того, кого любишь больше всего, — не отдавая себе отчёта в причинах»[6].

## Премии и награды
Фильм, снятый в период расцвета мексиканского нового кино, участвовал в основном конкурсе Венецианского кинофестиваля (2001), где был удостоен наград за лучший сценарий и за лучшую мужскую роль (её разделили Гарсия Берналь и Луна). Фильм получил артхаусную премию «Независимый дух» как лучший иностранный фильм. Он также выдвигался на соискание премий BAFTA и «Золотой глобус» как лучший фильм не на английском и был номинирован на «Оскар» за лучший оригинальный сценарий. По итогам десятилетия вошёл во многие списки лучших фильмов 2000-х годов (например, по версии ассоциации критиков Лос-Анджелеса и indiewire). Британский журнал Empire числит работу Куарона среди 20-ти лучших неанглоязычных фильмов всех времён.